# 佳能 EF 16-35mm 鏡頭

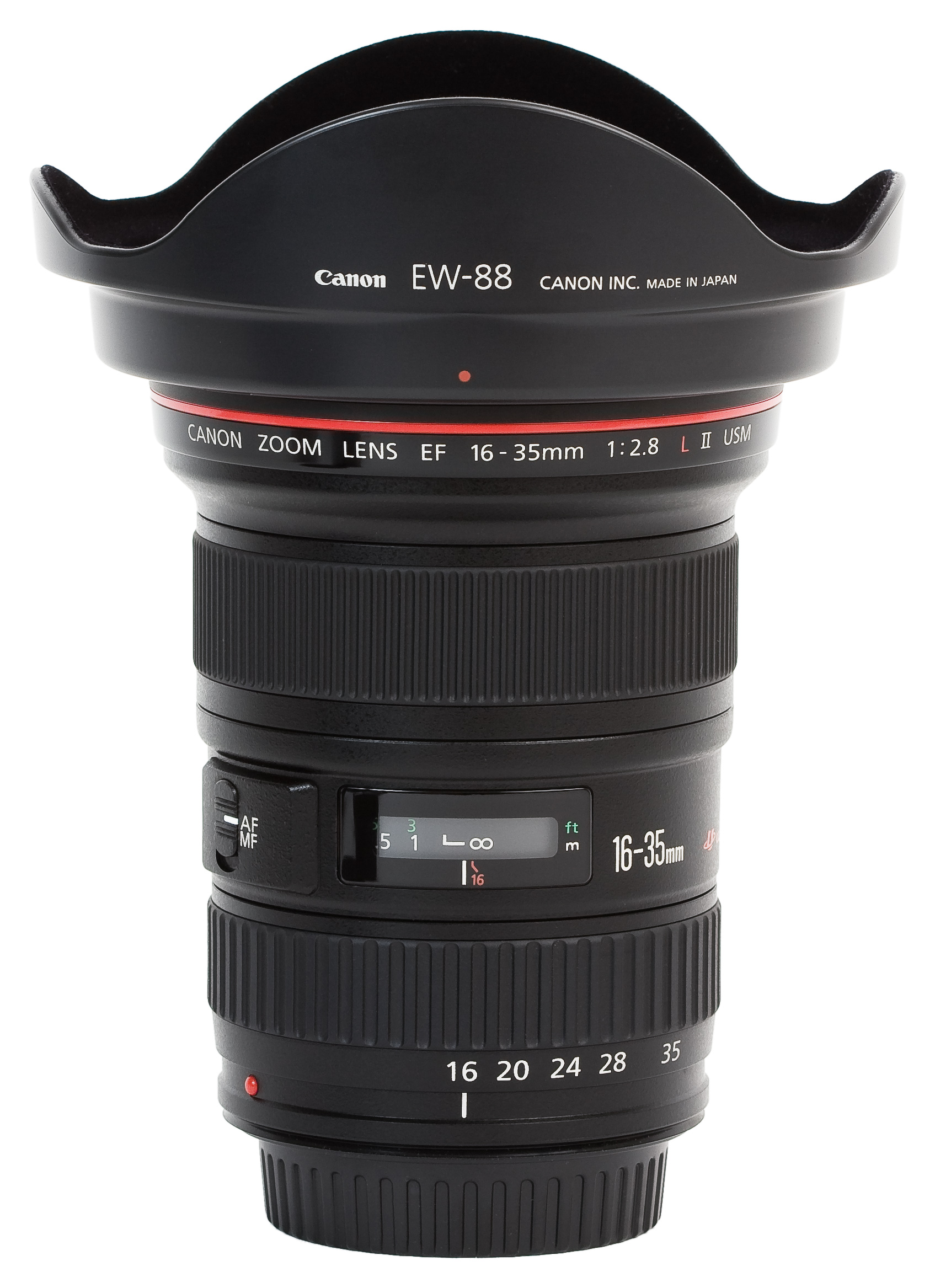
佳能EF 16-35mm f/2.8L II USM镜头图片

佳能 EF 16-35mm 鏡頭是一系列由佳能公司生產的變焦鏡頭，一共有下列幾種型號，為佳能L鏡頭。
- EF 16-35mm f/2.8L USM
- EF 16-35mm f/2.8L II USM
- EF 16-35mm f/2.8L III USM
- EF 16-35mm f/4L IS USM

當16-35mm鏡頭用於佳能數碼EOS系列的APS-C幅面機身（如佳能 EOS 550D）時，16-35mm的視角會變窄，其等效於全幅機身上的25.6-56mm視角（乘以系數1.6）。當用於APS-H幅面機身（如佳能 EOS-1D Mark IV）時，其等效於全幅機身的20.8-45.5mm視角（乘以系數1.3）。

## 外部連結
- Canon EF 17-40mm f/4L USM （页面存档备份，存于）
- Canon EF 17-40mm f/4L USM Lens Review（页面存档备份，存于）